# Станкевичуте, Анастасия Андреевна
Анастасия Андреевна Станкевичуте (род. 2 мая 1998, Нижний Новгород) — российская волейболистка, либеро. 

## Биография
Анастасия Станкевичуте родилась в семье выходцев из Литвы (оттуда в молодости переехал её дедушка — сначала в Ярославль, а затем в Горький). Волейболом начала заниматься в школьной секции, а в 2010 была принята в нижегородскую СДЮСШОР № 4. Первый тренер — А. Ф. Мирошниченко. В 2014 дебютировала в команде «Спарта» (Нижний Новгород), за которую выступала до 2023 года (с 2020 — в суперлиге чемпионата России). В 2023 заключила контракт с ВК «Тулица».
В 2016—2017 играла за молодёжную сборную России, в составе которой в 2016 выиграла «золото» чемпионата Европы, а спустя год — «серебро» чемпионата мира.  

### Клубная карьера
- 2014—2023 —  «Спарта» (Нижний Новгород) — высшая лига «А» и суперлига.
- с 2023 —  «Тулица» (Тула) — суперлига.

## Достижения

### Со сборными России
- серебряный призёр молодёжного чемпионата мира 2017.
- чемпионка Европы среди молодёжных команд 2016.

### Клубные
- победитель (2019) и двукратный бронзовый призёр (2016, 2020) чемпионатов России среди команд высшей лиги «А».